# Derbyshire Peak
Der Derbyshire Peak ist ein kleiner Berggipfel im ostantarktischen Viktorialand. Er ragt 8 km nordnordöstlich des Mount Weihaupt in der Gruppe der Outback-Nunatakker auf.
Der United States Geological Survey kartierte ihn anhand eigener Vermessungen und Luftaufnahmen der United States Navy aus den Jahren von 1959 bis 1964. Das Advisory Committee on Antarctic Names benannte ihn 1970 nach Edward Derbyshire (1932–2024), Geologe auf der McMurdo-Station zwischen 1966 und 1967.